# Перри (Оклахома)
Перри (англ. Perry) — город в округе Нобл, штат Оклахома, США. Центр округа и крупнейший город в округе.

## История
Первоначально город назывался Wharton, по названию железнодорожной станции Southern Kansas Railway, части сети Atchison, Topeka and Santa Fe Railway. Станция расположена в 1 миле от города.

## География
Общая площадь города 17,7 км², из них 15,7 км² земель и 2 км² вода.

## Демография
По данным переписи населения США на 2000 год численность населения города Перри составляла 5230 человек, насчитывалось 2203 домашних хозяйств, в городе проживало 1445 семей. Плотность населения 332,1 чел на км². Плотность размещения домов — 158,3 на км². Расовый состав: 89,7 % белые, 0,5 % азиаты, 3,1 % чернокожие, 3,3 % коренных американцев, 0,1 % гавайцы и выходцы с тихоокеанских островов, 0,6 % другие расы, 2,7 % потомки двух и более рас.
Медианный доход на одно домашнее хозяйство в городе составлял $30653, доход на семью $37731. У мужчин средний доход $30485, а у женщин $22039. 10,4 % семей или 14 % населения находились ниже порога бедности.